# Epalzeorhynchos frenatum
Epalzeorhynchos frenatum és una espècie de peix cipriniforme de la família dels ciprínids.

## Morfologia
Els mascles poden assolir els 15 cm de longitud total.

## Distribució geogràfica
Es troba als rius Mekong, Chao Phraya, Xe Bangfai i Maeklong.